# Lewica Antykapitalistyczna (Hiszpania)
Lewica Antykapitalistyczna  (hiszp. Izquierda Anticapitalista) – hiszpańska koalicja, powstała z Espacio Alternativo porozumienia skupiającego trockistów. Ugrupowanie jest federacją regionalnych partii antykapitalistycznych. Partia jest członkiem Europejskiej Lewicy Antykapitalistycznej. W wyborach parlamentarnych w 2011 roku uzyskała 24,456 głosów (0,10% w skali kraju). W 2014 roku zasiliła szeregi nowo utworzonej lewicowego bloku Podemos. Dzięki zawarciu koalicji w wyborach do Parlamentu Europejskiego w maju tego samego roku Lewica Antykapitalistyczna zdobyła jeden mandat.